# Calle Canal (línea de la Octava Avenida)
Este artículo es sobre la estación entre las calles Canal y 6.ª Avenida. Para la estación en el Chinatown, véase Calle Canal (estación). Para la estación en la Calle Canal y Varic, véase Calle Canal (línea de la Séptima Avenida–Broadway).
La Calle Canal (anteriormente como Canal Street–Holland Tunnel) es una estación de metro en la línea de la Octava Avenida del metro de la ciudad de Nueva York. Localizada en la intersección de la Calle Canal y la Sexta Avenida en Manhattan, es servida todo el tiempo por los trenes del servicio A y E, y todas las noches excepto en las madrugadas por los trenes del servicio C.
La estación cuenta con cuatro vías y dos plataformas centrales, en la cual tienen aproximadamente 600 pies (182,9 m) de largo.